# Parafia Podwyższenia Krzyża Świętego w Rzeszowie
Parafia Podwyższenia Krzyża Świętego w Rzeszowie – parafia znajdująca się w diecezji rzeszowskiej w dekanacie Rzeszów Fara. Erygowana w 1979 roku. Mieści się przy ulicy Krakowskiej. Kościół parafialny, murowany, zbudowany został w 1993 roku.
Parafia Podwyższenia Krzyża Świętego w Rzeszowie znajduje się w północno-zachodniej części miasta, przy ulicy Krakowskiej, na wzniesieniu tuż przy drodze wylotowej w kierunku Krakowa.
Geograficzne położenie zaprezentowane jest na specjalnej mapie miasta. Parafia pw. Podwyższenia Krzyża św., której centrum stanowi kościół pod tym samym wezwaniem, obejmuje obszar osiedla Baranówka I i III zamieszkany przez wiernych przy ulicach Broniewskiego, Okulickiego, Spiechowicza, Sucharskiego, Mikołajczyka oraz przy ulicy Krakowskiej. W obrębie parafii znajduje się Państwowy Dom Rencistów, szpital MSWiA, Przedszkole nr 12, Szkoła Podstawowa nr 8, Centrum Kształcenia Ustawicznego oraz Wyższa Szkoła Informatyki i Zarządzania. W sumie na terenie parafii zamieszkuje blisko 6700 mieszkańców. Święto parafialne Podwyższenia Krzyża Świętego przypada na 14 września.

## Historia
Parafia Podwyższenia Krzyża Świętego w Rzeszowie istnieje niemal od początku pontyfikatu Ojca Świętego Jana Pawła II. Powstanie parafii zapoczątkował w uroczystość Bożego Ciała 25 maja 1978 r. ks. bp Tadeusz Błaszkiewicz poświęcając dwa budynki gospodarcze, plac pod przyszły obiekt sakralny oraz obraz Chrystusa na Krzyżu (autorstwa p. Nastałek z Rzeszowa).
Także w tym dniu odprawił on tutaj pierwszą mszę świętą w obecności wiernych i księży: ks. prałata Józefa Sondeja, ks. dra Józefa Kapusty i ks. Henryka Wojtyły.
Duchowym opiekunem nowego ośrodka duszpasterskiego był proboszcz parafii Chrystusa Króla w Rzeszowie ks. dziekan Józef Sondej. Poświęconą stodołę i stajnię od pana Franciszka Barłowskiego odkupiła pani Stefania Kołodziej, przekazując na własność parafii Chrystusa Króla. Do kierowania przebudową budynków gospodarczych na tymczasową kaplicę ks. dziekan J. Sondej – za zgodą ks. bpa ordynariusza przemyskiego Ignacego Tokarczuka oddelegował swego ówczesnego wikariusza ks. Franciszka Kołodzieja. Pod jego przewodnictwem od 25 maja 1978 roku dniami i nocami kapłani i wierni uczestniczyli w ciągłej adoracji Najświętszego Sakramentu. Ze wspomnianych budynków gospodarczych wzniesiono kaplicę o wymiarach 15,15 m na 14,85 m.
Dekretem z 1 stycznia 1979 roku ks. bp ordynariusz przemyski Ignacy Tokarczuk nadał ośrodkowi duszpasterskiemu w Rzeszowie przy ul. Krakowskiej 18 prawa parafii, mianując ks. Franciszka Kołodzieja proboszczem. Parafia otrzymała wtedy tytuł ,,Podwyższenia Krzyża Świętego". Tytuł upamiętniał krzyż, który dawniej znajdował się w pobliżu kaplicy, lecz podczas budowy drogi międzynarodowej E4, został przez władze cywilne bezprawnie usunięty i przewieziony na cmentarz na Wilkowyi.
Krzyż, o którym mowa, został postawiony w 1933 r. przez mieszkańców Rzeszowa.
Z Bożą pomocą i dzięki wytrwałości wiernych, mimo różnych przeciwności ze strony ówczesnych władz, w powstałej kaplicy odprawiano msze św. i inne nabożeństwa, zaś powstałe punkty katechetyczne służyły uczniom miejscowych szkół.
W wyniku dalszej rozbudowy osiedla Baranówka I i III przybywało coraz więcej wiernych. Stąd też zaistniała wkrótce potrzeba budowy kościoła, domu katechetycznego i plebanii. 2 maja 1987 r. została odprawiona msza święta koncelebrowana przez ks. prałata Józefa Muchę, ks. dra Józefa Kapustę oraz proboszcza nowo budującej się parafii ks. Franciszka Kołodzieja, podczas której dokonano uroczystego poświęcenia placu pod budowę wspomnianych budynków. Przedstawiciele parafii wraz z ks. proboszczem napotykali wówczas na szereg trudności z uzyskaniem pozwolenia na rozpoczęcie prac budowlanych. Budowę domu katechetycznego i plebanii rozpoczęto za aprobatą Kurii Biskupiej w Przemyślu, a bez zezwolenia władz świeckich.
Dzięki gorącej modlitwie, ogromnemu poświęceniu, pracowitości i ofiarności parafian 30 października 1988 r. biskup ordynariusz Ignacy Tokarczuk poświęcił dom katechetyczny i plebanię. Równocześnie trwały prace budowlane przy wznoszeniu nowego kościoła w miejscu, w którym wcześniej stała pierwsza kaplica.
Po pięciu latach ciężkich prac 20 maja 1993 r. ksiądz bp ordynariusz diecezji rzeszowskiej Kazimierz Górny dokonał poświęcenia nowo powstałej świątyni, która do dziś służy wszystkim parafianom.

## Proboszczowie parafii
- ks. Franciszek Kołodziej: 1979−2017
- ks. Edward Rusin: 2017−2018
- ks. Dariusz Gościmiński: od 2018